# Viktor Tsoï
Viktor Robertovitch Tsoï (en russe : Виктор Робертович Цой, prononcé : /ˈvʲiktər ˈrobʲɪrtəvʲɪtɕ ˈtsoi̯/ ; né le 21 juin 1962 à Léningrad et décédé le 15 août 1990 en RSS de Lettonie), est un chanteur soviétique de rock, actif dans les années 1980, et leader du groupe Kino. Bien que Viktor Tsoï ne soit pas un vrai pionnier du rock (car ce genre de musique existait bien avant lui en URSS), il donne une couleur particulière à ce genre, un côté crépusculaire[style trop lyrique ou dithyrambique]. Il rencontre la journaliste et critique de cinéma Natalia Razlogova (ru), avec laquelle il vit en couple au no 116b, rue Profsoyouznaïa à Moscou.
Tsoï se tue en voiture après s'être endormi au volant le 15 août 1990, sur la route près de Tukums, en Lettonie, alors en Union soviétique. Le film Leto, de Kirill Serebrennikov sorti en 2018 raconte les débuts du groupe Kino au sein de la scène rock underground de Léningrad au début des années 1980.

## Biographie

### Jeunesse et éducation
Viktor Tsoï est né à Léningrad en 1962 d'une mère russe et d'un père koryo-saram. Son père, Robert Maksimovitch Tsoï, est un ingénieur koryo-saram (les Koryo-sarams sont des Coréens qui furent déportés en Asie centrale) et sa mère, Valentina Vassilievna, est enseignante. Le nom coréen Tsoï est très fréquent, souvent retranscrit Choi ou Choe et sa transcription chinoise est Cui. Il épouse Marianna Rodovanskaïa (ru) (1959-2005) en 1985 et a avec elle un fils, Alexandre « Sacha » Tsoi (ru), qui est depuis 2011 directeur de la discothèque Da:Da: à Saint-Pétersbourg.
La famille à cette époque habite l'appartement 132 de l'immeuble 193 Perspective Moskovski, et plus tard (1973-1975) au 17, rue Poulkovskaïa. Tsoï commence sa scolarité à l'école no 356 située au 68, rue Lensoviet, puis continue 1976-1977 à l'école no 507 au 22, rue Frounze. Parallèlement, il suit les cours dans l'école municipale d'arts plastiques no 1 de sa ville natale dont il obtient le diplôme en 1977. Le batteur du groupe Kino Grigory Gourianov est également diplômé de cette école un an plus tôt. À cette époque, Tsoï fonde avec l'un de ses camarades d'études, un certain Maksim Pachkov, son premier groupe musical « La salle no 6 » (russe : Пала́та № 6) en référence à une nouvelle homonyme de Tchekhov.
En 1977, Tsoï est admis à l'École des beaux-arts de Serov renommée en 1992 en École des beaux-arts de Nicolas Roerich, mais est renvoyé alors qu'il n'avait que 18 ans. Il écrit ses premières chansons à l'âge de 17 ans. Ces premiers écrits évoquaient des thèmes comme la vie dans les rues de Léningrad, l'amour, les amis. De nombreux héros de ses chansons étaient de jeunes hommes aux opportunités limitées essayant de survivre dans un monde difficile. Pendant ce temps, le rock est un mouvement underground limité presque exclusivement à Léningrad ; les stars de la pop de Moscou dominaient les classements et étaient presque les seuls dont on entendait parler dans les médias. Pour ce qui est du rock comme pour tout le reste, la compétition était vive entre les deux capitales, l'ancienne étant plus contestataire que la nouvelle, plus européenne et moins américaine aussi. Mais le genre léningradien pouvait aussi être représenté par des Moscovites et inversement. Le gouvernement soviétique donnait d'importants avantages aux artistes qu'il appréciait, comme des logements de fonction, des studios d'enregistrement, et tout ce dont ils pouvaient avoir besoin pour réussir. Malheureusement, le rock est franchement détesté au plus haut niveau de l'État. De ce fait, les seuls groupes de rock qui recevaient des aides financières était triés en fonction de critères de fidélité à la doctrine. Les autres n'étaient même pas évoqués dans les médias (il faut le rappeler, dirigés par l'État) ou quand ils l'étaient, c'était afin de leur coller le stéréotype de musique écoutée par des toxicomanes et des jeunes bagarreurs.
Au départ, Tsoï donne de petites représentations notamment lors de fêtes privées. C'est à l'une de ces représentations qu'il est repéré par Boris Grebenchtchikov, membre du groupe Aquarium, établi et reconnu à l'époque. Grebenchtchikov prend Tsoi sous son aile et l'aide à former son propre groupe Garin i giperboloidy en 1981 qui un an plus tard est rebaptisé Kino. La carrière de chanteur de rock de Viktor Tsoï venait de commencer.

### Carrière en groupe en solo

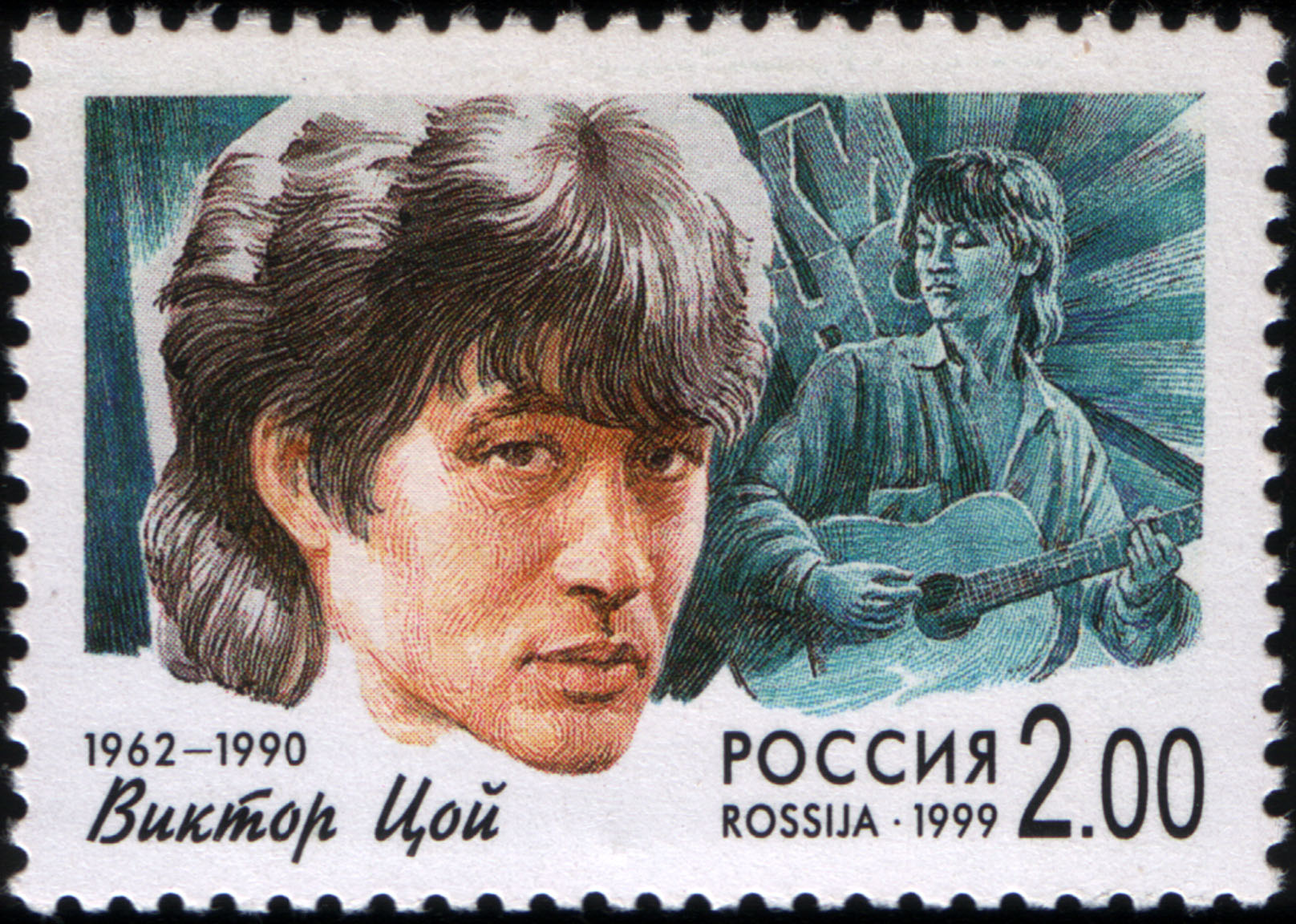
Timbre russe représentant Viktor Tsoï, 1999, 2 rub. (Michel 762, Scott 6548).

Le Leningrad's Rock Club est l'un des rares lieux publics où des groupes de rock étaient autorisés à se produire. C'est là qu'en 1982, à leur premier concert annuel, que Viktor Tsoi fait ses débuts sur scène. Il jouait en tant qu'artiste solo aidé par deux membres d'Aquarium. Avant de viser gros, Tsoi disait que le problème avec la musique était que personne ne voulait tenter sa chance. Il voulait expérimenter ses paroles et sa musique dans l'intention de créer quelque chose de frais, un style original que jamais personne n'avait entendu auparavant. Tout le monde s'accorde à dire que Tsoi réussit à atteindre cet objectif. Peu de temps après le concert, il recrute d'autres musiciens, et forma Kino,, qui signifie en russe « cinéma ». Ils enregistrent une cassette démo dans l'appartement de Tsoi. Cette cassette passe rapidement un peu partout dans Léningrad, puis dans tout le pays, colportée par des amateurs de rock. Kino connaissait déjà un certain succès dans le milieu rock non-néophyte.
En 1982, Kino sort leur premier album intitulé 45. Cet album montre pour la première fois la volonté de Tsoi d'approcher des thèmes politiques dans sa musique, quelque chose que, contrairement aux idées reçues, très peu d'artistes faisaient (en raison de la mainmise de l'État évoquée peu plus haut). Dans sa chanson Электричка (Elektritchka, « Train de banlieue »), il évoque l'histoire d'un homme coincé dans un train qui l'emmenait là où il ne voulait pas aller ; ce qui est clairement une métaphore de la vie en Union des républiques socialistes soviétiques, ce qui vaut rapidement au groupe l'interdiction de jouer cette chanson lors de concerts. Le message politique de la chanson la rend populaire auprès des jeunes des mouvements opposés à l'ordre établi qui regardaient maintenant Viktor Tsoï et Kino comme leurs idoles. 1982 est aussi une année importante pour Tsoï car c'est l'année où il rencontre Marianna, qu'il épousera en 1985. Elle est source de réconfort pour Tsoi, marginalisé par son refus de faire son service militaire, et donne naissance à leur fils unique Alexander (Sacha), le 26 août 1985.
En 1985, poursuivant encore sur la lancée romantique de ses débuts, le groupe enregistre leur album Eto ne lioubov (Это не любовь, litt. « Ceci n'est pas l'amour ») qui se démarque par son arrangement musical. Puis, ils enchainent avec Ночь (Notch, litt. « La Nuit ») qui sort en 1986.
Kino expose plus d'idées politiques lors de leur deuxième concert au Leningrad Rock Club. Le groupe remporte la première place de la compétition grâce à une chanson de Tsoi contre la guerre, Я объявляю свой дом… (Безъядерная зона), Ia ob'iavliaiou svoï dom… [Bez'iadernaïa zona], litt. « Je déclare ma maison… [zone dénucléarisée] »). La popularité de la chanson reposait sur son opposition à la guerre en Afghanistan qui prenait les vies de milliers de jeunes citoyens soviétiques.

### Perestroïkaetglasnost
Kino ne connait cependant toujours pas un succès énorme à cause du peu d'enthousiasme du gouvernement à leur égard. L'arrivée au pouvoir de Mikhaïl Gorbatchev change la donne parce que les intellectuels qui appréciaient Kino se sentent d'un coup autorisés à en parler. Gorbatchev prend la tête de l'État en 1985. Son choix de faire toute la publicité Glasnost sur les problèmes sociaux et économiques existant en URSS et de refonder l'État perestroïka, permirent pour la première fois des discussions ouvertes, y compris dans les médias.
La glasnost relâche la pression pesant sur les médias et autorisa les groupes de rock à faire l'objet de publications dans les journaux, ainsi qu'à apparaître à la télévision. En 1986, Tsoi utilise l'atmosphère ouverte et les ressentiments du public pour sortir une chanson intitulée Peremen! (Перемен!, litt. « Changements ! »). La chanson appelle la nouvelle génération à demander des changements, et permet de propager le nom et la renommée de Kino dans l'ensemble de l'URSS. Cependant, dans une interview diffusée sur une chaîne de télévision soviétique peu de temps après son décès, Tsoï prétend que ses chansons ont souvent été mal interprétées par le public et qu'il essaye au contraire d'éviter toute intention politique dans ses textes. En particulier, Peremen!, qui est utilisée très largement dans les mouvements issus de la Perestroïka, alors que, selon Tsoï, la chanson n'a rien à voir avec la politique de Gorbatchev. En un sens, Tsoï veut surtout des changements plus profonds que purement politiques.

### Ascension vers la célébrité

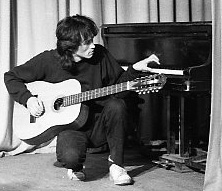
Viktor Tsoï en 1986.

L'année 1987 est déterminante pour Kino. La sortie de leur 7e album, Grouppa krovi (Группа крови, litt. « Groupe sanguin ») lance ce que l'on appelle plus tard la « Kinomania ». Le climat politique ouvert de la Glasnost permet à Tsoï d'enregistrer Grouppa krovi, son album le plus engagé. Il est aussi autorisé à enregistrer un genre de son que personne avant lui n'était parvenu à produire en Union soviétique. La plupart des chansons de l'album sont destinées aux jeunes de l'URSS, leur disant explicitement de prendre le contrôle et de réaliser les changements attendus dans toute la nation, certaines chansons traitant exclusivement des problèmes sociaux de l'époque. Le son et les paroles de l'album font de Tsoï un héros chez la jeunesse russe et de Kino le groupe de rock le plus populaire de Russie. Cet album n'est pas édité officiellement car Tsoï ne voulait pas le négocier avec la maison de disques d'État. Malgré le début de la gloire qui s'annonce, le musicien, à cette époque, ne vit pas encore de sa passion. Il exerce le métier de chauffagiste dans la chaufferie à charbon au numéro 15, rue Blokhina à Saint-Pétersbourg, la célèbre Kamtchatka  où travaillaient également d'autres musiciens: Sviatoslav Zadery, Andrei Machnin, Oleg Kotelnikov, Alexandre Bachlatchev, dont témoigne le journal du roulement d'équipes de l'établissement, transformé en musée depuis et immortalisée dans la chanson homonyme.
Dans les années qui suivent, Tsoï apparait dans de nombreux films à succès, et voyagea même aux États-Unis pour faire la promotion de ses films dans quelques festivals de cinéma. Deux autres albums sortent ensuite, Le Dernier des héros et Zvezda po imeni Solntse (litt. Cette étoile nommée Soleil), dont les thèmes étaient une fois de plus politiques, entretenant le succès du groupe. Même propulsé au rang de star, Tsoï continue par ailleurs de mener une vie relativement ordinaire. Par exemple, il conserve son ancien emploi de chauffagiste ce qui surprend beaucoup de personnes. Tsoï disait qu'il aimait son travail et aussi qu'il avait besoin d'argent pour assurer la pérennité du groupe, car ce dernier ne recevait toujours pas d'aide du gouvernement et leurs albums étaient copiés et diffusés presque exclusivement au moyen d'enregistrements sur bande magnétique de particulier à particulier, ce qui évidemment ne respectait aucun droit d'auteur. Cela rend Tsoï encore plus populaire, car révélant une situation personnelle comparable à celle du citoyen moyen. L'heure de gloire de Kino sonna en 1990, lors d'un concert au stade Loujniki de Moscou. Soixante-deux mille fans célébrèrent le triomphe du groupe de rock russe le plus populaire de l'Histoire de la Russie.

### Apparitions au cinéma
En 1987, le film Assa de Sergueï Soloviov sort, avec la participation de plusieurs musiciens rock soviétiques de l'époque. Le groupe KINO avec Viktor Tsoï joue son propre rôle; sa présentation de la chanson Changements (Перемен!) à la fin du film reste un des symboles cinématographiques de la perestroïka.
En 1988, Viktor Tsoï joue le rôle principal dans un film réalisé par Rachid Nougmanov, écrit par Alexandre Baranov et Bakhyt Kilibaïev, dont le titre était Igla (en russe ИГЛА, Aiguille). Dans le film, son personnage Moro est une sorte de samouraï errant, figure charismatique et mystérieuse. Il rentre à Alma Ata afin de récupérer l'argent qu'on lui doit. Il y rend visite à son ancienne petite amie, Dina, et découvre qu'elle est devenue toxicomane. Voulant aider Dina à arrêter la morphine, il entre en conflit avec ses fournisseurs qui constituent une mafia locale avec un certain « docteur » à sa tête - un affrontement suprême s'engage entre eux. Le film rend subtilement hommage aux histoires des Bandes Dessinées, aux westerns et aux personnages de Bruce Lee. L'image taciturne de Tsoï y trouve sa juste place. La bande originale du film, incluant plusieurs titres de Kino, contribua pour beaucoup à l'ambiance générale de ce film qui servit par la suite de référence au cinéma post-moderne et surréaliste. Le film sortit officiellement en 1988 en Union Soviétique et attira quinze millions de spectateurs en deux ans,.
Toujours en 1988, Tsoï joue sous la direction de Alekseï Outchitel dans le film documentaire Rock où il interprète son propre rôle. Le film raconte le développement du genre de musique rock en URSS et plonge le spectateur dans l'ambiance underground de l'époque.
En 1990, peu après la disparition de Tsoï, Alekseï Outchitel réalise le second volet intitulé Le Dernier des héros en incluant dans son film le matériel coupé au montage du Rock, mais le film, à la suite des empêchements à répétition, ne rencontre son public qu'en 2009, dans sa version retravaillée, c'est pourquoi on ajoute au titre initial XX ans plus tard (en russe : Последний герой: Двадцать лет спустя)
À la suite du succès de Igla, Rachid Nougmanov projetait de tourner un autre film avec la participation du groupe Kino au complet. Les négociations ont été menées avec le producteur américain Ed Pressman et la société cinématographique Mosfilm. Le film devait s'intituler Les Enfants du soleil. Mais à la suite de la disparition de Tsoï tout est abandonné pendant de longues années. Finalement, le film est sorti en 1993, sous le titre de L'Est sauvage où Tsoï et Kino sont remplacés par les musiciens du futur groupe « Téquilajazz ». Le scénario fut également retravaillé au point que, selon Rashid Nougmanov, son genre de triller ironique s'est mis à ressembler plutôt à une sorte de western décalé.

### Décès et postérité

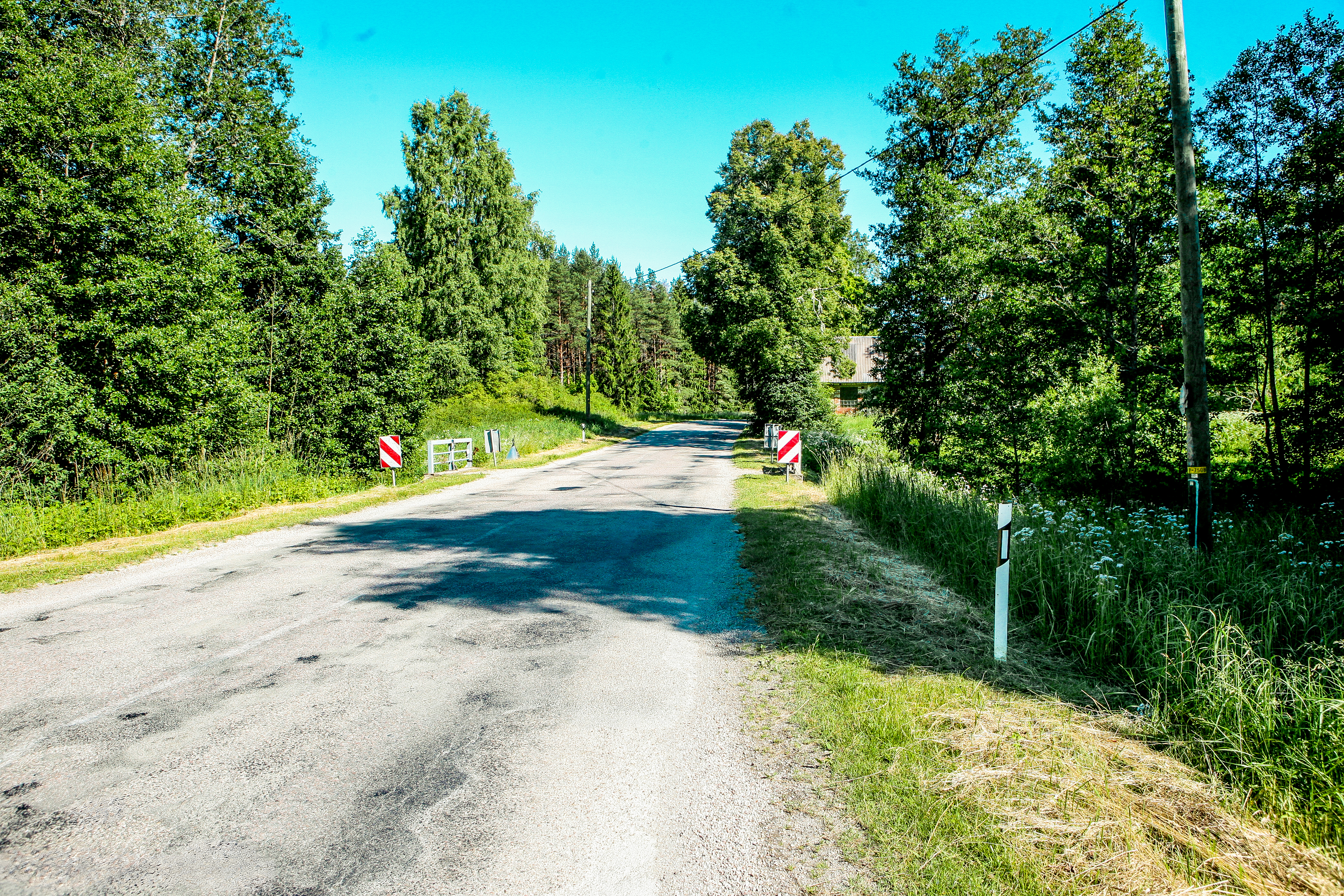
Route Sloka – Talsi en Lettonie.

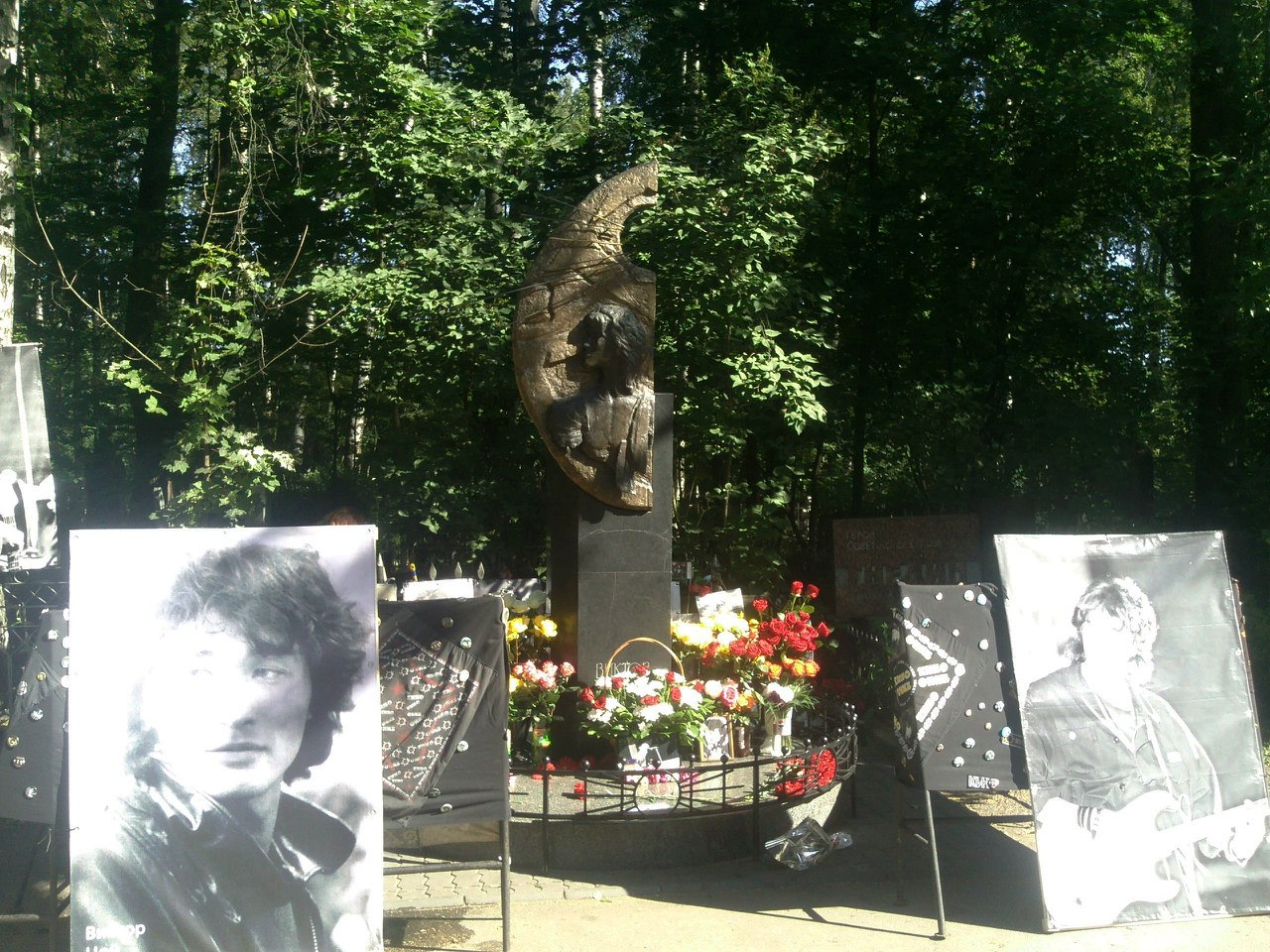
Tombe de Viktor Tsoï au cimetière Bogoslovskoïe à Saint-Pétersbourg.

Le chanteur a péri dans un accident de circulation le 15 août 1990. Il se trouvait en Lettonie où, tous les ans, il louait une petite maison dans le village de Plieņciems situé au bord du golfe de Riga. Au kilomètre 35 de la route entre Sloka et Talsi sa voiture Moskvitch 2141 percute un bus Ikarus. La voiture est complètement détruite, au point que l'un de ses pneus n'a jamais été retrouvé. Cet accident se produit alors que Tsoï revenait d'une partie de pêche. Il avait voulu prendre avec lui son fils Sacha qui à la dernière minute ne part pas. Tsoï venait de terminer l'enregistrement des paroles du nouvel album de Kino. Il était censé rentrer à Leningrad afin que son groupe puisse enregistrer la partie musicale de l'album. À son enterrement au cimetière Bogoslovskoïe à Saint-Pétersbourg, le cercueil reste fermé. Le 15 août 2002 un monument est érigé à l'endroit de l'accident qui prend la vie du chanteur.
Le 17 août, le Komsomolskaïa Pravda, l'un des principaux journaux soviétiques, écrivait à propos de Tsoï et du sens de la jeunesse de la nation : « Tsoï est plus porteur de sens auprès des jeunes que tout politicien, célébrité ou écrivain. C'est parce que Tsoï n'a jamais menti et n'a jamais retourné sa veste. Il était et resta lui-même. Vous ne pouvez pas ne pas le croire... Tsoï est le seul rockeur qui ne présente aucune différence entre son image et sa vie réelle, il vivait de la façon dont il chantait... Tsoï est le dernier héros du rock. »
Une légende est forgée immédiatement après la mort du chanteur et jamais démentie jusqu'à l'été 2010, date à laquelle le guitariste Iouri Kasparian faisait l'aveu d'une invention par l'ancien producteur du groupe, décédé en 2006. Cette légende disait que la seule chose qui avait survécu à l'accident est la bande qui contenait les seuls enregistrements de Tsoï en vue du nouvel album et que cette bande avait été retrouvée miraculeusement intacte. En fait, Tsoï ne dispose ce matin là que d'une cassette sur laquelle la vraie bande avait été copiée et il projetait des modifications. L'enregistrement est donc presque prêt. Il faut reposer la voix sur certaine chansons à partir d'une prise faite trois jours avant l'accident.
Moins d'un mois plus tard, les musiciens de Kino purent mixer le dernier album du groupe en France, dans le studio qui avait remixé vingt mois avant l'album Le Dernier des héros). Le nouveau disque n'avait pas de nom mais est baptisé « Album noir » (en russe : Чёрный альбом, Tchorni albom), en signe de deuil pour la star disparue. L'album, présenté à Moscou en janvier 1991, a été vite le plus vendu de l'histoire du rock en Russie, consolidant la place de Kino au top de l'histoire du rock russe, ainsi que la place de Viktor Tsoï, héros et légende du rock russe. Plusieurs fans principalement de l'âge de moins de 21 ans se sont également donné la mort croyant que leur vie avait perdu son sens avec la disparition de leur idole.
L'impact de Kino sur la musique soviétique et plus globalement sur la société est énorme. Ils introduisent un son et des paroles qu'aucun Soviétique n'avait atteint auparavant. Kino ouvrit les portes aux groupes russes modernes. Son influence se mesure dans bien des endroits de Russie, des graffitis sur les murs de Saint-Pétersbourg, jusqu'à un mur entier dédié à Viktor Tsoï sur la célèbre rue Arbat, à Moscou, où des fans se réunissent toujours en mémoire de leur héros. En 2000, de nombreux groupes de rock à succès s'y rendent et rendent hommage à ce qui aurait été le 38e anniversaire de Tsoï en interprétant ses chansons. Même s'il a disparu, Tsoï continue de vivre dans l'esprit de beaucoup de jeunes Russes.

### Monuments

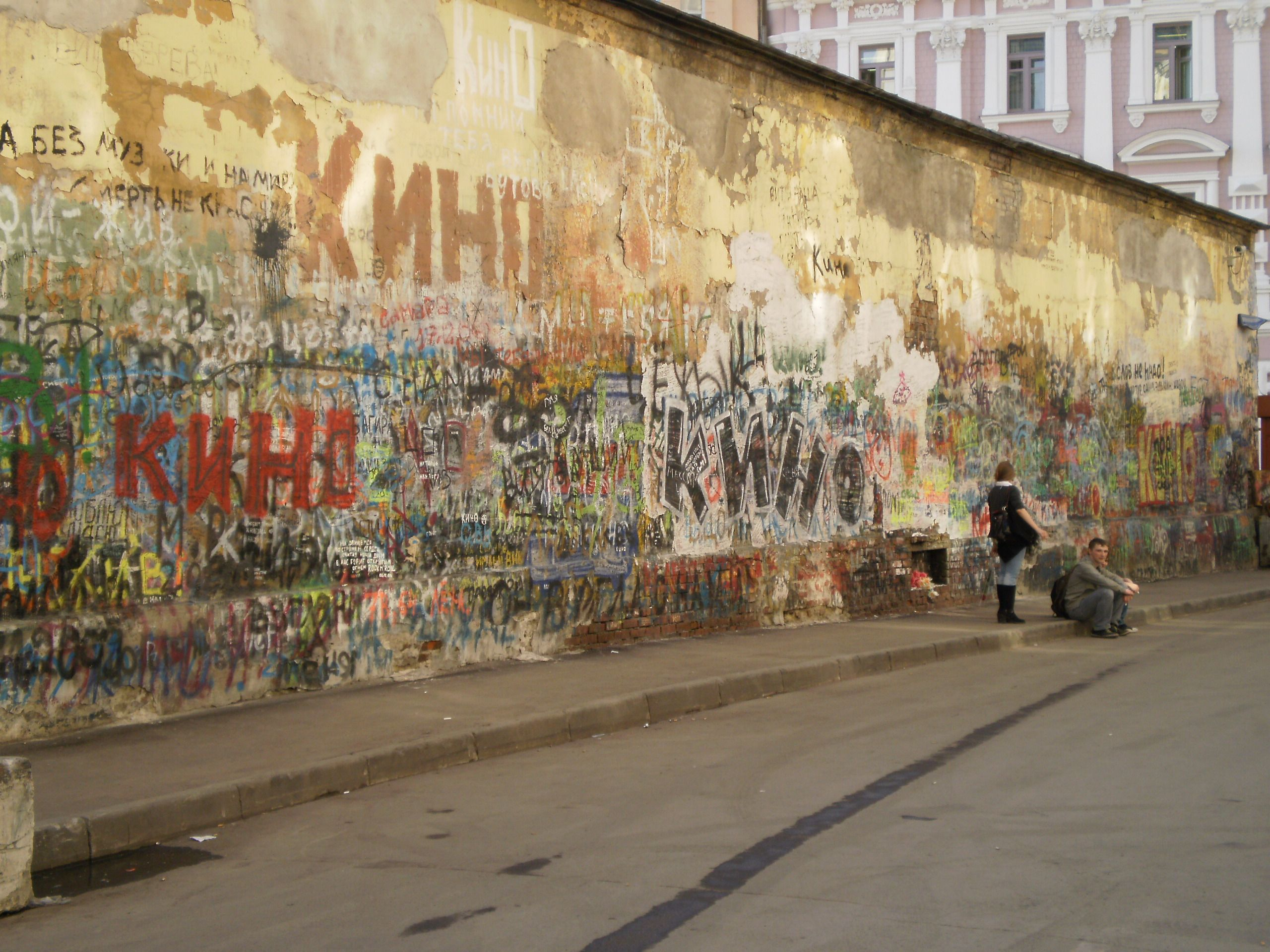
Mur de Tsoï dans le Vieil Arbat.

- Le mur Tsoï à Moscou. Son histoire a commencé en 1990 quand le jour de l'accident du chanteur quelqu'un avait écrit sur la façade de la maison numéro 37, rue Arbat « Tsoï est mort » suivi de réponse le jour même « Tsoï est vivant » et depuis cet échange n'a plus arrêté à grand renfort de graffiti. En 2006, l'objet a été saboté par les membres du mouvement Art Destroy[34]. Mais depuis l'activité de ses fans a repris. L'importance de l'édifice est telle que la législation prévoyant une amende pour dégradation renforcée au mois de mars 2013 ne s'y applique pas[35]. Ce lieu a également ses opposants. Il se constitue notamment sur le site VKontakte un groupe militant pour sa démolition.

- Le mur de Tsoï, rue Mikhaïl Grouchevski à Kiev, reprend l'idée du mur à Moscou à l'initiative de Dacha Souvorova[36] et acquiert le statut officiel de monument le 15 août 2013[37].

- Le passage de Tsoï à Iekaterinbourg exécuté dans l'art de graffiti dans le souterrain de Plotinka est inauguré le 21 juin 2012[38] pour la célébration de son cinquantième anniversaire[39].

- Monument sur la tombe de Tsoï au cimetière Bogoslovskoïe[40] à Saint-Pétersbourg. Il y a eu question de sculpture indépendante quelque part dans la ville à la demande des parents du chanteur en 2008, mais le projet n'a pas abouti pour l'instant[41].
- Le 20 novembre 2010 est inauguré le monument à Barnaoul, exécuté dans le style académique par le sculpteur Sergey Kulgachev. Le projet est lancé et mené à bout par l'enfant du pays, le culturiste Aleksandr Stariguine qui toutefois n'a pas pu voir le résultat final ayant péri un mois avant qu'il ne soit dévoilé au public[42].
- À Saint-Pétersbourg, 15, rue Blokhina, une plaque commémorative décore l'entrée du premier studio de Viktor Tsoï dans le local de la chaufferie dit Kamtchatka[43] où il travaillait avant de se faire connaître (1986-1988) et qui est transformée en musée par ses fans et amis en 2006.
- Au km 35 de la route Sloka-Talsi, en Lettonie, où Tsoï a trouvé la mort le 15 août 1990, est inauguré en 2002 le mémorial de 2,3 m dont les auteurs sont Ruslan Vereshtchagin et Amiran Habelashvili. Sur le socle, est gravé les vers de la chanson de Tsoï La Légende « ...la mort vaut la peine d'être attendue... »[44].
- Il existe une sculpture démontable en plâtre de Viktor Tsoï exécutée par Alekseï Blagovestnov en 2009 et exposée pour la première fois devant le cinéma Avrora sur la perspective Nevski qui est démontée le jour même et par la suite n'a jamais trouvé sa place définitive ni été coulée dans le bronze[45].
- Dans la ville de Noyabrsk, une rue s'appelle rue V.Tsoï  (Улица Виктора Цоя)[46]. Il y a eu également le projet d'appeler l'une des rues de Saint-Pétersbourg en son nom, mais qui pour l'instant ne s'est pas concrétisé davantage[47].
- (2740) Tsoj est un astéroïde nommé en son hommage[48].

## Style musical
Son style musical est inspiré fortement par des groupes anglais de la première moitié des années 1980, comme The Cure ou bien The Stranglers et The Sisters of Mercy. Ce genre de musique est alors peu connu et peu apprécié en Union soviétique avant qu'il ne l'introduise. Mais il réussit très rapidement à se hisser au rang d'une icône du rock qui continue de trouver son public et d'avoir son influence encore dans la Russie contemporaine. Il contribue à un nombre de travaux musicaux et artistiques avec divers groupes, dont dix albums qu'il a entièrement écrits.